# Bregårdsängarna
Bregårdsängarna är en småort i Karlskoga kommun, Örebro län.

## Befolkningsutveckling
| Befolkningsutvecklingen i Bregårdsängarna 1990–2023 | Befolkningsutvecklingen i Bregårdsängarna 1990–2023 | Befolkningsutvecklingen i Bregårdsängarna 1990–2023 | Befolkningsutvecklingen i Bregårdsängarna 1990–2023 | Befolkningsutvecklingen i Bregårdsängarna 1990–2023 |
| --------------------------------------------------- | --------------------------------------------------- | --------------------------------------------------- | --------------------------------------------------- | --------------------------------------------------- |
|                                                     |                                                     |                                                     |                                                     |                                                     |
| År                                                  |                                                     |                                                     | Folkmängd                                           | Areal (ha)                                          |
| 1990                                                | 1990                                                |                                                     | 128                                                 | 14                                                  |
| 2005                                                | 2005                                                |                                                     | 120                                                 | 17                                                  |
| 2010                                                | 2010                                                |                                                     | 121                                                 | 23                                                  |
| 2015                                                | 2015                                                |                                                     | 105                                                 | 23                                                  |
| 2020                                                | 2020                                                |                                                     | 105                                                 |                                                     |
| 2023                                                | 2023                                                |                                                     | 112                                                 |                                                     |
|                                                     |                                                     |                                                     |                                                     |                                                     |